# فرانسيسكو موناكو
فرانسيسكو موناكو (بالإيطالية: Francesco Monaco)‏ هو لاعب كرة قدم ومدرب كرة قدم إيطالي في مركز الوسط، ولد في 6 مايو 1960 في لاتيانو في إيطاليا. لعب مع نادي سامبدوريا ونادي لوكيزي ونادي نوفارا.